# Камана
Камана (ісп. Camaná кеч. Kamana) — місто в південній частині Перу. Адміністративний центр однойменної провінції в регіоні Арекіпа. Крім того, є центром однойменного округу.
Знаходиться на узбережжі Тихого океану; популярний курорт. За даними перепису 2005 року населення міста складає 13 304 людини; дані на 2010 рік говорять про населення в 13 261 особу.
Місто досить сильно постраждало від землетрусу на півдні Перу в 2001 році.